# Плазмова металургія
Плазмова металургія — галузь металургії, пов'язана з використанням низькотемпературної (~ 104 К) плазми для одержання і обробки металів (сплавів). До цієї галузі належить плавка металів з руд, виплавка і обробка металів і сплавів в плазмових реакторах і плазмових печах, а також використання плазмового нагріву для інтенсифікації існуючих способів плавки. Плазмова металургія почала розвиватися в 50-х рр. 20 ст. у СРСР, Японії, США, НДР, ФРН і інших країнах.

## Опис
Переробка руд (оксидів і ін.) здійснюється шляхом їх термічної дисоціації в плазмі; вони або подаються в плазмовий струмінь у вигляді порошку, або утворюють в суміші з електропровідним матеріалом, наприклад вуглецем, витратний електрод плазмотрона. Для попередження зворотних реакцій застосовують відновники (вуглець, водень і ін.), різкий «гарт» газоподібних продуктів дисоціації на виході з плазмового реактора (див. Плазмохімія) або отримують проміжні продукти, наприклад хлориди. При обробці складних з'єднань важливим завданням є розділення отримуваних продуктів.
Виплавка сталей і сплавів проводиться в плазмодугових печах (ПДП). Інертна атмосфера і відсутність звичайних для плавки електродуги джерел забруднення металу дають можливість отримувати із звичайної шихти з високим вмістом відходів чистий метал, наприклад особонизьковуглецеві неіржавіючі сталі високої якості. При частковій заміні аргону азотом в плазмоутворюючому газі або безпосередньо в атмосфері печі отримують легований азотом метал без застосування азотованих сплавів.
Переплавка металів і сплавів з метою підвищення їх чистоти або легування проводиться в ПДП з металевим водоохолоджуваним кристалізатором. Глибокому рафінуванню металу сприяють інертна або відновна проточна атмосфера, велика поверхня взаємодії металу з газовою фазою, обробка металу шлаком. Кристалізацією металу в таких ПДП можна управляти, роздільно регулюючи швидкість плавлення металу і тепловий потік на ванну. У промислових умовах здійснені (окремо і комплексно) різні варіанти процесу: рафінуюча переплавка в атмосфері інертних газів; поєднання переплавки з плазмоводневим розкислюванням металу або насиченням його азотом; плазмодугової переплавка з шлаком. Проведення процесу при підвищеному або нормальному тиску забезпечує запобігання втратам летючих легуючих елементів (хрому, марганцю і ін.), насичення сплаву азотом, а при зниженому тиску — глибшу дегазацію металу (наприклад, титану). Переплавку в ПДП застосовують для підвищення якості спеціальних легованих сталей, прецизійних і жароміцних сплавів, тугоплавких металів, для отримання австенітних сталей з підвищеним вмістом азоту, не досяжним при інших способах плавки, для зниження втрат летючих і легкоокислювальних елементів.
Застосування плазмодугового нагріву при індукційній плавці скорочує тривалість розплавлення шихти і істотно покращує рафінування металів завдяки перегріву шлаку дугою. Плазматрони можна використовувати як допоміжні джерела тепла в доменних і мартенівських печах, в термічних печах при обробці напівфабрикатів, а також при вирощуванні монокристалів.